# Diocesi di Vinda
La diocesi di Vinda (in latino Dioecesis Vindensis) è una sede soppressa e sede titolare della Chiesa cattolica.

## Storia
Vinda, in Tunisia, è un'antica sede episcopale della provincia romana dell'Africa Proconsolare, il cui primate era il vescovo di Cartagine.
Incerta resta la localizzazione esatta di questo sito. L'identificazione con Henchir-Bandou, fatta da Joseph Mesnage, è ritenuta troppo debole da Serge Lancel, poiché si basa unicamente su un'assonanza fonetica.
A quest'antica diocesi è assegnato un solo vescovo, il donatista Reparato, che intervenne alla conferenza di Cartagine del 411, che vide riuniti assieme i vescovi cattolici e donatisti dell'Africa romana; in quell'occasione la sede non aveva vescovi cattolici. Morcelli assegna questo vescovo alla diocesi di Bita.
Dal 1928 Vinda è annoverata tra le sedi vescovili titolari della Chiesa cattolica;  dal 16 luglio 2009 l'arcivescovo, titolo personale, titolare è Franco Coppola, nunzio apostolico in Belgio e Lussemburgo.

## Cronotassi

### Vescovi
- Reparato † (menzionato nel 411) (vescovo donatista)

### Vescovi titolari
- Edgar Aristide Maranta, O.F.M.Cap. † (27 marzo 1930 - 25 marzo 1953 nominato arcivescovo di Dar-es-Salaam)
- Jean-Marie Villot † (2 settembre 1954 - 17 dicembre 1959 nominato arcivescovo coadiutore di Lione)
- Eduardo Boza Masvidal † (31 marzo 1960 - 16 marzo 2003 deceduto)
- Francesco Beschi (25 marzo 2003 - 22 gennaio 2009 nominato vescovo di Bergamo)
- Franco Coppola, dal 16 luglio 2009